# Musa ingens
Musa ingens е физически най-големият вид на семейство Бананови (Musaceae) и единственият член на секцията Ingentimusa. Расте в тропическите гори на Нова Гвинея – региона Arfak Mountains Regency в Индонезия. Листата на musa ingens могат да достигнат дължина 5 метра и ширина 1 м.

## Описание
Растението има най-дългите дръжки измежду всички известни растения, като обикновено е с височина до 15 метра и с обща височина на листата 20 метра. След откриването му през 1954 г. са докладвани по-високи индивиди до 30 метра, но тези измервания все още не са потвърдени от конкретно научно изследване. Съществуват снимки на „стволове“ на M. ingens с диаметър до 94 сантиметра на височина на гърдите.
Неговият плод е в грозд с тегло до 60 кг. Този грозд се носи на дръжка с дебелина до 10 см и дължина до 15 м, отново най-дългата от всички известни растения. Голямото съцветие може да побере над 300 продълговати плодове до 18 см дължина, които са пълни с кафяви семена и жълтеникава пулпа, годна за консумация.

## Приложение
Бананите са ядливи, сладки на вкус, а при готвене напомнят вкуса на тиква butternut, смесен със сладък банан с привкус на лайм и цитрусови плодове.